# 40 Dayz & 40 Nightz
| Críticas profissionais | Críticas profissionais |
| Avaliações da crítica  | Avaliações da crítica  |
| Fonte                  | Avaliação              |
| ---------------------- | ---------------------- |
| Allmusic               | [ 1 ]                  |
| DubCNN                 | [ 2 ]                  |
| RapReviews             | (9.5/10)               |
| The Source             | [ 4 ]                  |
| Vibe                   | favorável              |

40 Dayz & 40 Nightz é o segundo álbum de Xzibit, que foi lançado em 25 de Agosto de 1998. É as vezes considerado o melhor álbum de Xzibit. O apresentou quatro singles: "What U See Is What U Get", "3 Card Molly", "Los Angeles Times" e "Pussy Pop". "What U See Is What U Get" em particular não é só o single de maior sucesso nas paradas do rapper, mas também é considerado como uma das melhores canções de rap de todos os tempos.

## Lista de faixas
| #  | Título                                 | Participação(ões)         | Produtor(es)               | Compositores                                            | Duração |
| -- | -------------------------------------- | ------------------------- | -------------------------- | ------------------------------------------------------- | ------- |
| 1  | "The Last Night (Intro)"               |                           | Sir Jinx                   |                                                         | 1:03    |
| 2  | "Chamber Music"                        |                           | Sir Jinx                   | A. Joiner, T. Wheaton, J. Rogers                        | 4:23    |
| 3  | "3 Card Molly"                         | Ras Kass & Saafir         | Bud'da                     | A. Joiner, J. Austin, R. Gibson, S. Anderson            | 3:55    |
| 4  | "What U See Is What U Get"             |                           | Jesse West                 | A. Joiner, J. West                                      | 5:08    |
| 5  | "Handle Your Business"                 | Defari                    | DJ Pen One & Thayod Ausar  | A. Joiner, E. Banks, D. Johnson, Haynes                 | 4:15    |
| 6  | "Nobody Sound Like Me"                 | Montage One               | A Kid Called Roots         | A. Joiner, Lawrence, Sawyer, Taylor, Ware               | 3:38    |
| 7  | "Pussy Pop"                            | Method Man & Jayo Felony  | Soopafly                   | A. Joiner, E. Brooks, R. Diggs, J. Savage               | 3:18    |
| 8  | "Chronic Keeping 101 (Interlude)"      |                           | Sir Jinx                   |                                                         | 2:00    |
| 9  | "Shroomz"                              |                           | Sir Jinx                   | A. Joiner, T. Wheaton                                   | 3:01    |
| 10 | "Focus"                                |                           | The Glove                  | A. Joiner, C. Taylor                                    | 3:30    |
| 11 | "Jason (48 Months Interlude)"          |                           | Sir Jinx                   |                                                         | 1:26    |
| 12 | "Deeper"                               |                           | Bud'da                     | A. Joiner, S. Anderson                                  | 2:58    |
| 13 | "Los Angeles Times"                    |                           | Mel-Man                    | A. Joiner, M. Bradford                                  | 4:24    |
| 14 | "Inside Job"                           |                           | Sir Jinx, Pokets & Dr. Dre | A. Joiner, T. Wheaton                                   | 3:10    |
| 15 | "Let It Rain"                          | King Tee & Tha Alkaholiks | Tha Alkaholiks             | A. Joiner, R. McBride, J. Robinson, R. Smith, E. Brooks | 5:36    |
| 16 | "Recycled Assassins"                   | Montageone                | Montageone                 | A. Joiner, Taylor, James                                | 4:14    |
| 17 | "Outro"                                |                           | Sir Jinx, Xzibit           |                                                         | 1:14    |
| 18 | "Don't Let the Money Make You (Bonus)" | King Tee & Soopafly       | Sir Jinx                   | A. Joiner, R. McBride,P. Brooks                         | 5:19    |

## Amostras
- "3 Card Molly"
  - "The Windmills of Your Mind" de Petula Clark
- "Shroomz"
  - "Funky Worm" de The Ohio Players
- "Chamber Music"
  - "Ruins" de Abigail Mead
- "Intro (The Last Night)"
  - "Paparazzi" de Xzibit
- "Los Angeles Times"
  - "Heaven and Hell Is on Earth" de The 20th Century Steel Band
  - "Mini-Manhunt" de David Shire
- "Nobody Sound Like Me"
  - "If I Ever Lose This Heaven" de Quincy Jones
  - "Shark Niggas (Biters)" de Raekwon
- "Inside Job"
  - "Fire Weaver" de Roy Ayers
- "Recycled Assassins"
  - "Get Outta My Life Woman" de The New Apocalypse
  - "Farandole (L'Arlesienne Suite #2)" de Bob James
- "What U See Is What U Get"
  - "Synthetic Substitution" de Melvin Bliss
  - "Get Off Your Ass and Jam" de Funkadelic

## Paradas musical
| Ano  | Álbum               | Melhor posição | Melhor posição         | Melhor posição |
| Ano  | Álbum               | Billboard 200  | Top R&B/Hip Hop Albums |                |
| 1998 | 40 Dayz & 40 Nightz | #58            | #14                    |                |

## Posições dos singles nas paradas
| Ano  | Canção                     | Melhor Posição    | Melhor Posição                   | Melhor Posição  |
| Ano  | Canção                     | Billboard Hot 100 | Hot R&B/Hip-Hop Singles & Tracks | Hot Rap Singles |
| 1998 | "What U See Is What U Get" | #50               | #34                              | #3              |